# Sceloporus clarkii
Sceloporus clarkii (колюча ігуана Кларка) — вид ігуаноподібних ящірок родини фриносомових (Phrynosomatidae). Мешкає в Сполучених Штатах Америки і Мексиці.

## Підвиди
Виділяють три підвиди:

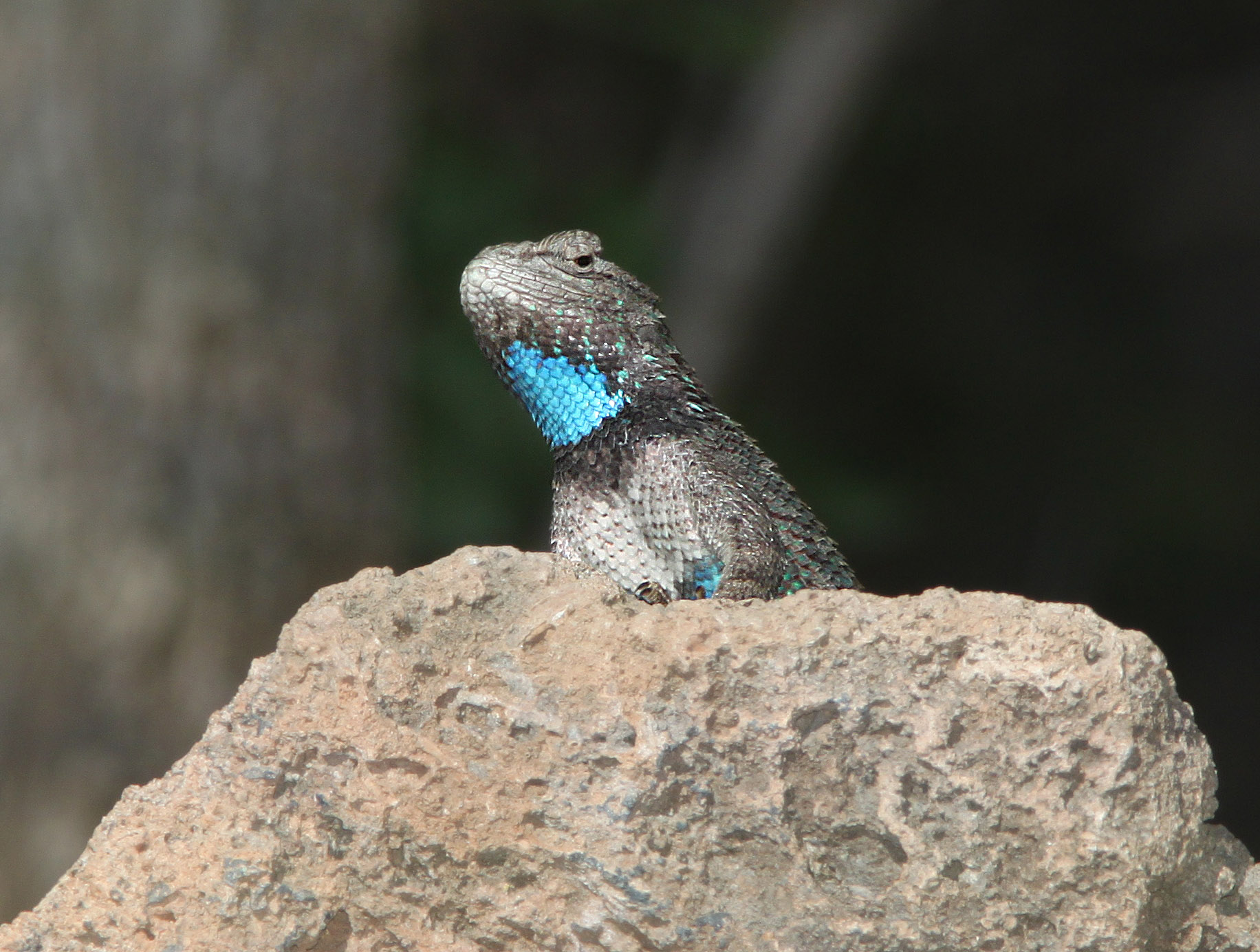
Самець колючої ігуани Кларка (Аризона)

- Sceloporus clarkii boulengeri Stejneger, 1893 — північний захід Мексики (Халіско, Сакатекас, Агуаскальєнтес, Наярит, Сіналоа);
- Sceloporus clarkii clarkii Baird & Girard, 1852 — південний захід США (Аризона, південний захід Нью-Мексико) і північ Мексики (Сонора, зокрема острів Тібурон, захід Чіуауа, локально в Баха-Каліфорнії і Дуранго);
- Sceloporus clarkii vallaris Shannon & Urbano, 1954 — Гранітні Долини[en] (округ Явапай, Аризона).

## Поширення і екологія

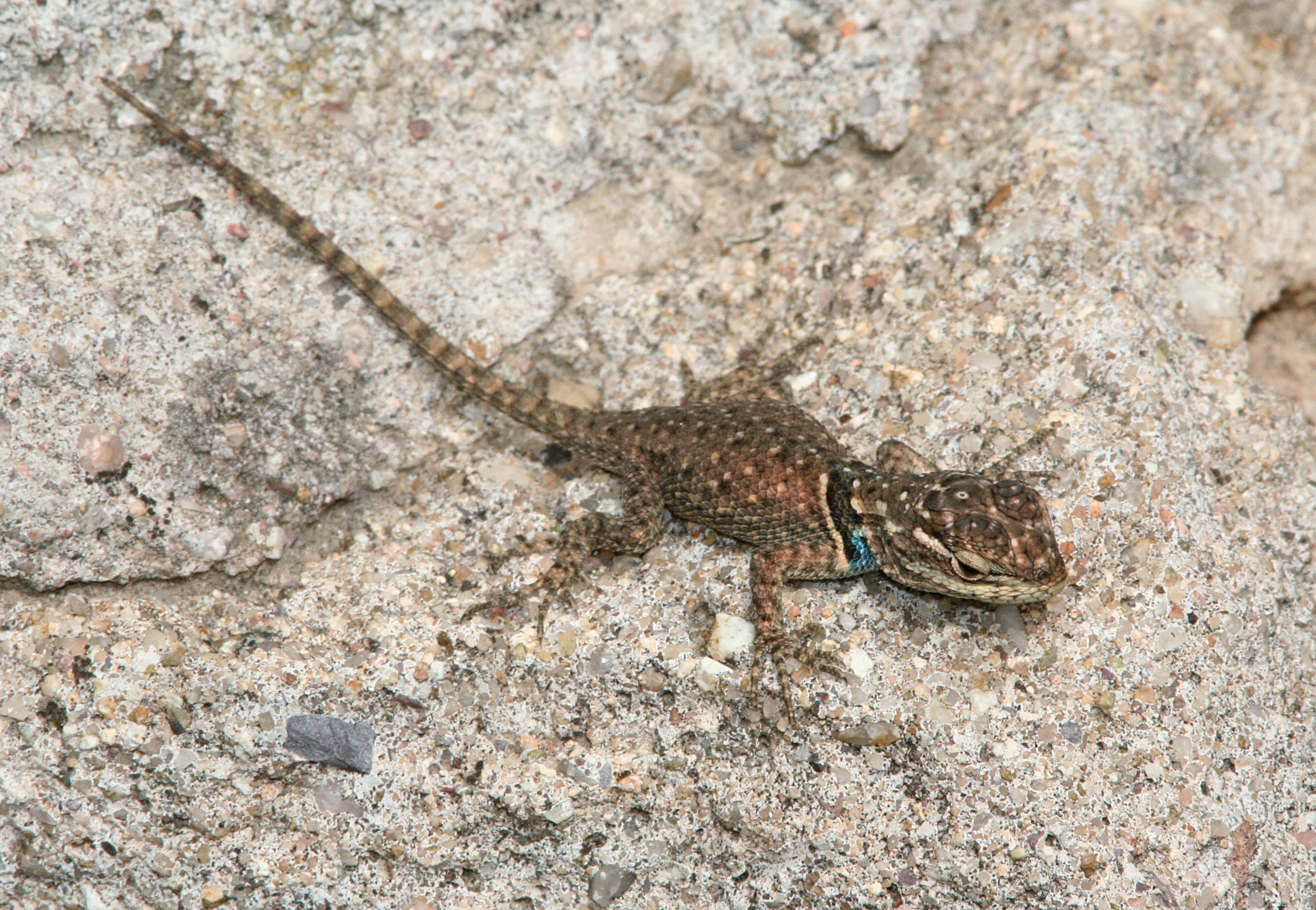
Молода колюча ігуана Кларка (гори Чірікауа (гори), Аризона)

Колючі ігуани Кларка мешкають на південному заході США та на півночі та північному заході Мексики. Вони живуть в дубово-соснових рідколіссях, в широколистяних субтропічних лісах і колючих чагарникових заростях, в прибережних лісах, в скелястих місцевостях у передгір'ях, на висоті до 1848 м над рівнем моря, переважно на висоті до 1060 м над рівнем моря. Ведуть переважно деревний спосіб життя, трапляються на землі серед скель, іноді використовують покинуті гнізда деревних щурів з роду Neotoma як прихисток.